# Декларация о государственном суверенитете Чувашской ССР
Декларация о государственном суверенитете Чувашской ССР — декларация, согласно которой Чувашская Автономная Советская Социалистическая Республика была преобразована в Чувашскую Советскую Социалистическую Республику, а затем и в Чувашскую Республику.

## История
Декларация о государственном суверенитете была подписана 24 октября 1990 года Председателем Верховного Совета Чувашской Советской Социалистической Республики Анатолием Михайловичем Леонтьевым. По декларации высшим органом государственной власти Республики определялся Верховный Совет Чувашской Советской Социалистической Республики. 
Также документ утвердил название Чувашская ССР (24.5.1991 утверждено Съездом нар. депутатов РСФСР).